# Unión Nacional
Unión Nacional (UN) va ser una coalició política espanyola d'extrema dreta que es va presentar a les eleccions generals de 1979. Era formada per Fuerza Nueva, Falange Española de las JONS, Círculos José Antonio, Comunión Tradicionalista, Asociación de Jóvenes Tradicionalistas i Confederación Nacional de Excombatientes i representava a les forces polítiques defensores del franquisme.
Tenia com a precedent a la coalició Alianza Nacional del 18 de julio, que s'havia presentat a les eleccions de 1977 però sense obtenir representació parlamentària. En les eleccions de l'1 de març de 1979, les primeres que van tenir lloc a Espanya després de l'aprovació de la constitució espanyola de 1978, va obtenir 378.964 vots (2,1 %) i un diputat en la persona de Blas Piñar. L'escó el va obtenir a Madrid amb 110.730 vots (4,8 %), però va obtenir percentatges significatius en les circumscripcions de Toledo (7,3 %), Guadalajara (6,6 %), Ciudad Real (4,1 %), Santander (3,9 %), Burgos (3,8 %) i Valladolid (3,7 %). Es tracta de l'única vegada, des de les eleccions de 1977, que un partit d'extrema dreta i obertament profranquista ha obtingut representació a les Corts Generals.
La relació entre els grups que van conformar la coalició va ser empitjorant progressivament. De cara a les eleccions de 1982 la coalició es va desfer i, per separat, cap de les formacions polítiques integrants va poder revalidar l'escó obtingut en 1979.

## Resultats electorals
| Eleccions i data                      | Vots    | %    | Representants | Diputat (circunscripció) |
| ------------------------------------- | ------- | ---- | ------------- | ------------------------ |
| Eleccions generals espanyoles de 1979 | 378.964 | 2,11 | 1 / 350       | Blas Piñar (Madrid)      |